# زبان‌لرزه
زبان‌لرزه (به انگلیسی: Flutter-tonguing) (به آلمانی: Flatterzunge) یک تکنیک استفاده از زبان در نوازندگی سازهای بادی است که برای اجرای نت‌های سریع کاربرد دارد.
در این تکنیک هنرمندان با لرزاندن زبان خود، صدایی به حالت «فررررفرررر» از ساز در می‌آورند.
زبان‌لرزه در سبک موسیقی جاز به‌ویژه در گونهٔ نیو اورلئان و وادویل رواج دارد و بیشتر در نواختن فلوت، بوق، ترومبون، باسون و ساکسوفون استفاده می‌شود.
از شگرد زبان‌لرزه در بسیاری از آهنگ‌های موسیقی کلاسیک نیز بهره جسته‌اند.
این تکنیک به‌ویژه در سدهٔ بیستم و در آثار شونبرگ و شوستاکوویچ، دیده می‌شود. زبان‌لرزه در این آثار حالتی کابوس‌وار یا طعنه‌آمیز را القاء می‌کند.
در تُن شعر دون کیشوت اثر ریشارد اشتراوس، منظور از آواهای ناملایم زبان‌لرزه‌ای که به نرمی با هورن نواخته می‌شوند تقلید صدای بع‌بع گوسفندان در فاصلهْ دور است.